# Персиц, Шошана
Шоша́на Пе́рсиц (ивр. שושנה פרסיץ‎; 16 ноября 1892, Киев — 22 марта 1969, Тель-Авив, Израиль) — израильский политический и общественный деятель, участница сионистского движения.
Шошана Златопольская родилась 16 ноября 1892 году в Киеве, в семье российского филантропа и основателя благотворительного общества «Керен ха-Йесод» Гилеля Златопольского. В 1909 году она становится участницей движения «Тарбут» и в 1917 году она статью опубликовала «Omanut» («Искусство») вместе с мужем Ицхоком-Иосифом Зеликовичем-Персицем.
В 1920 году она была делегатом на Сионистском конгрессе в Лондоне. Шошана Персиц училась в университетах Москвы и Парижа, окончила Сорбонну по специальности «Литература». В 1925 году она репатриируется в Эрец-Исраэль. С 1925 по 1935 гг. работала в Тель-Авивском городском совете и возглавляла департамент по образованию муниципалитета. Член комитета просвещения Сионистской федерации, департамента просвещения Ваад Леуми. Председатель комитета контроля общего школьного просвещения и женской организации «Всеобщих сионистов» в 1948-54 гг.
Выбрана в первый, второй и третий созывы Кнессета, представляя «Всеобщих сионистов», была председателем комитета по культуре и просвещению израильского парламента. В 1968 году удостоена Государственной премии Израиля за вклад в просвещение.
Её дочь, Йемима Мило — театральная актриса, директор и преподаватель, один из основателей Театра Камери. Другая дочь, Шуламит, замужем за Гершоном Шокеном, политиком и редактором газеты «Гаарец».